# François Leroy
Pour les autres membres de la famille, voir Famille Leroy-Beaulieu.
François Pierre Leroy, sieur de Beau Lieu (18 octobre 1759 Livarot- 11 février 1799, Saint-Martin-de-Fresnay), est un avocat et homme politique français.

## Biographie
Avocat au Parlement de Paris, il remplissait les fonctions de maire de Lisieux, lorsqu'il fut élu le 7 septembre 1791 député royaliste du Calvados à l'Assemblée législative, le 3e sur 13, par 236 voix sur 308 votants. Il s'y fit peu remarquer, et, après la session, se fixa à Lisieux. 
Il est assassiné par les troupes républicaines dans son manoir du Homme à Saint-Martin-de-Fresnay.
Il est le père de Pierre Leroy-Beaulieu.

## Sources
- « François Leroy », dans Adolphe Robert et Gaston Cougny, Dictionnaire des parlementaires français, Edgar Bourloton, 1889-1891 [détail de l’édition]